# Tutti Frutti (film)
Tutti Frutti (engelska: The Gang's All Here) är en amerikansk musikalfilm i Technicolor från 1943 regisserad och koreograferad av Busby Berkeley. I huvudrollerna ses Alice Faye, Carmen Miranda och James Ellison. Filmen är känd för sina musikalnummer med frukthattar. Den tillhör de tio mest inkomstbringande filmerna under dess premiärår, vid tiden var den även Fox dyraste produktion.
Musikaliska höjdpunkter inkluderar Carmen Mirandas framförande av "You Discover You're in New York", filmen är också minnesvärd för Mirandas "The Lady in the Tutti Frutti Hat". Alice Fayes sjunger "A Journey to a Star", "No Love, No Nothin'" samt den surrealistiska finalen "The Polka-Dot Polka". Filmen nominerades till en Oscar för bästa scenografi (färg). Detta var den sista filmmusikal som Alice Faye gjorde som Hollywoodstjärna, hon var gravid med sin andra dotter under filminspelningen.
År 2014 valdes filmen ut för att bevaras i National Film Registry av USA:s kongressbibliotek då den anses vara ”kulturellt, historiskt eller estetiskt betydelsefull”.

## Rollista i urval
- Alice Faye – Eadie Allen
- Carmen Miranda – Dorita
- Phil Baker – Phil Baker
- Benny Goodman – sig själv
- Benny Goodman Orchestra – sig själva
- Eugene Pallette – Andrew Mason Sr.
- Charlotte Greenwood – Blossom Potter
- Edward Everett Horton – Peyton Potter
- Tony DeMarco – sig själv
- James Ellison – Andy Mason
- Sheila Ryan – Vivian Potter
- Dave Willock – sergeant Pat Casey
- Bando da Lua – sig själva, Carmen Mirandas orkester
- Leon Belasco – kypare
- Brooks Benedict – chef för Club New Yorker
- Jeanne Crain – revydansös
- Frank Darien – dörrvakt
- Johnny Duncan – jitterbuggdansare
- Herbert Evans – chef för Club New Yorker
- Frank Faylen – marinsergeant
- June Haver – Maybelle, flicka i garderoben
- Leyland Hodgson – butler
- Adele Jergens – revydansös
- Virginia Sale – Miss Custer, sekreterare